# おっきりこみ

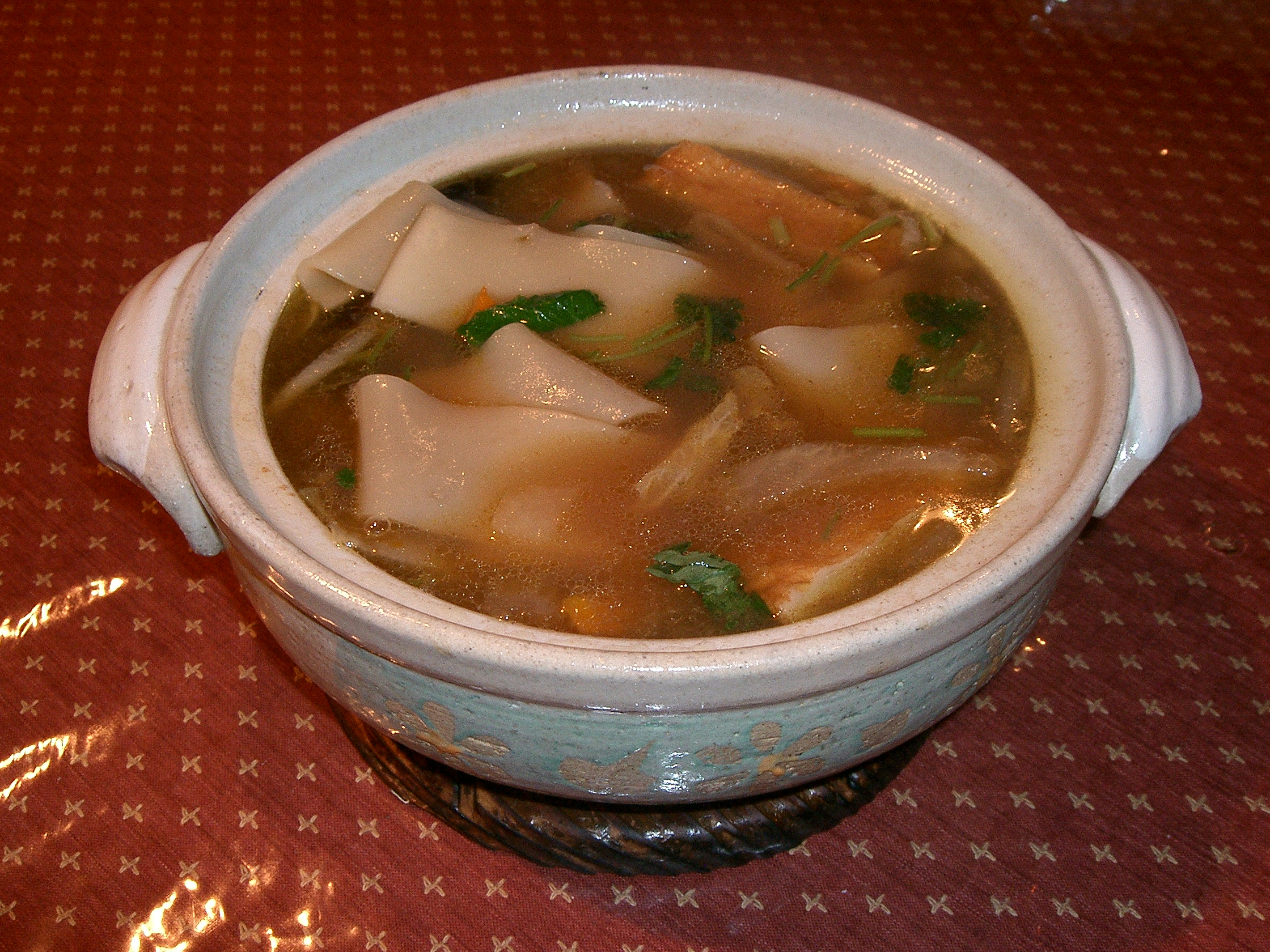
上州郷土料理店のおっきりこみ

おっきりこみ（おっ切り込み）は煮込み麺料理の一種で、群馬県や埼玉県北部・秩父地方の郷土料理。地方によって違う呼称で呼ばれることもある（「呼び方」の節を参照）。農山漁村の郷土料理百選に選定されている。また群馬県では、2014年（平成26年）3月20日に県の「記録作成等の措置を講ずべき無形の民俗文化財（県記録選択無形民俗文化財）」に選択されている。

## 概要
地域によって多少の差はあるが、麺は小麦粉で作った幅広のものを用い、生麺のまま野菜を中心とした具とともに煮込んだものである。つゆは味噌ベースのものと醤油ベースのものがあり、具には根菜類がよく使われる。
二毛作での小麦生産が盛んな地域では、うどんなどの粉食料理を常食する文化が根付いており、おっきりこみもそのひとつである。類似するものとしては、山梨県のほうとうなどが挙げられる。

## 起源
手打ちの太麺と季節の野菜やサトイモ、ダイコンなどをたっぷりの汁で煮込んだ料理であるおっきりこみ（上州ほうとう）。うどんを「切っては入れ、切っては入れ」食す様子から、自然とこの呼び名がついたとされる。埼玉北部では「煮ぼうとう」と呼ばれ、地域によっては「煮ぼうと」や「おきりこみ」とも呼ばれる。
その由来には諸説あるが、中国から伝来し京都の宮中で食べられていた料理で、12世紀に上野国新田荘を開発した新田義重が、宮中の食材を管理する大炊助として務めていた際に習い覚えて、本拠地の上州に戻ってからも好んで食べ、一族に伝えたともいわれ、また、昔、農家の主婦達が農作業で忙しい中、栄養バランスに優れ手早く大量に作れる料理として作り始めたのが発祥とも伝わる。今では一般家庭でも多く作られており、おふくろの味として愛されている。おっきりこみが一般家庭で食べられるようになったのは、石臼が普及した江戸時代中期以降だと考えられている。

## 地域による違い

### 味と材料
味付けに特に決まりはなく、地域や家庭によって味が異なる。北毛や西毛では味噌仕立てが多いが、東毛では醤油が多く、中毛ではどちらも用いられる。東毛は醤油生産が盛んで、おっきりこみを食べる機会が少なかったため、醤油が高価だった時代にも用いることができたという背景がある。古くは味噌が主流だったが、醤油が一般家庭に普及すると、次第に東毛から醤油ベースのものが伝播していった。
具に芋類を加えることがあるが、赤城山や榛名山の山麓部ではサトイモが使われ、吾妻郡や多野郡の山間部ではジャガイモがよく用いられる。しかし、サツマイモやカボチャといった甘いものは一般的ではない。
家庭で石臼による製粉を行っていた時代には、小麦粉に挽いた大麦や米の粉を混ぜていた。神流町や嬬恋村では、蕎麦粉で作った麺を混ぜて使うこともあった。しかし、それ以外の点は小麦粉を用いたものと変わりはない。

### 呼び方
「おっきりこみ」、「おきりこみ」という呼び方は群馬県内で広く見られる。この名前は、こねた生地をへらの上から直接鍋の中へと「切り込む」調理法に由来する。北毛では「ほうとう」、東毛では「にぼうと」とか「にぼと」と呼ばれる。埼玉県北部でも「にぼと」と呼ばれる地域がある。夕食用に作ったものの残りを翌朝に食べる場合、「おっきりこみの立てっ返し」という。立てっ返しとは風呂を沸かしなおすことを指し、再び温めることから付いた呼び名である。「立てっ返し」を米飯の上にかけて食べることを好む人もいる。また、「煮込みうどん」「煮込み」と呼ばれることもある。
このように多数の異名を持つが、群馬県はこれらすべてを「おっきりこみ」と総称し、PRを行っている。なお、県記録選択無形民俗文化財としての選択名称は「群馬の粉食文化・オキリコミ」である。

## 他の麺との違い

### うどんとの違い
一般的なうどんとの違いは、麺をこねる際に塩を加えないことと、生麺のまま煮込むことが挙げられる。また、打ち粉が溶け出してつゆにとろみが出るため、寒い時期には体が温まるのでよく作られるが、夏には敬遠されることも多い。
かつては小麦粉の質にも差があり、おっきりこみにはふすまが含まれるものも使われていた。おっきりこみは日常的に食べられる家庭料理であり、一方のうどんは「ハレ」の食事だという区別があったためである。ハレの日に作られるおっきりこみとしては、汁粉におっきりこみを入れて煮込む小豆ボウトウがある。
なお、日本農林規格（JAS）による分類によるとおっきりこみは生麺・乾麺のどちらにおいてもうどんとなる。

### ほうとうとの違い
山梨のほうとうとの違いは以下の2点が挙げられる。
- 生地に加える水が少ない

山梨のほうとうや普通のうどんに比べると、おっきりこみを打つときに加える水の量は2/3以下である。少ない水で練ることが良い味を生むコツとされるが、生地が堅くなるので強い力でゆっくりとこねる必要がある。
- 醤油味が普及している

味と材料の節を参照。醤油が発達する以前は味付けに醤（ひしお）の上澄みを用いていた。

・カボチャは入れない
　「ほうとう」にはカボチャが入ることが多いが、「おっきりこみ」にはカボチャを入れない。

### すいとんとの違い
すいとんはおっきりこみと同じく、塩を加えず小麦粉を主材料として煮込み料理に入れる目的で作られるが、地域によって小麦粉以外の雑穀を混ぜることが多かった点も共通している。おっきりこみの麺の形状を作るには、小麦粉のグルテンによる粘りが必要となるが、すいとんの形状はグルテンの少ない雑穀粉でも作ることができ、必ずしも小麦粉を必要としない。しかし、完成したおっきりこみが汁を吸って膨張するのに対し、団子状のすいとんはあまり膨張しないため、見た目が同じ量の料理を作ろうとするとすいとんの方が小麦粉を多く消費することになる。また、すいとんの方が調理に手間がかからないため、すいとんは昼食や中食に、おっきりこみは夕食に作られる事が多かった。